# 紀藤英智
紀藤英智（きとう ひでとも、1968年(昭和43年) - ）は、現代日本の仏師、造形作家。京都市生まれ。
1986年、京都市立洛陽工業高等学校機械科を卒業。京都市西京区に工房を構える。
細密な仏像を得意とし、テレビ番組のTVチャンピオン「手先が器用選手権2005」（2005年7月28日放送）で優勝。シャープペンシルの芯の先に仏像を刻む技術を紹介されたりしている。2011年12月24日「ぶらり途中下車の旅」で紹介された。